# Republic F-105 Thunderchief
Republic F-105 Thunderchief – amerykański samolot myśliwsko-bombowy zaprojektowany pierwotnie do misji „przenikania” obrony nieprzyjaciela z ładunkiem nuklearnym (bombą termojądrową B61) na małej wysokości i przy dużej prędkości. Nie wymagał przy tym osłony myśliwskiej. W tej roli miał stanowić następcę samolotu Republic F-84F Thunderstreak. Był największym kiedykolwiek produkowanym jednomiejscowym i jednosilnikowym samolotem myśliwsko-bombowym. Przez żołnierzy był zwany „Thud”, „Squash Bomber” i „Triple Threat”.

## Konstrukcja
Jednomiejscowy, jednosilnikowy średniopłat. Skrzydła skośne o kącie 45 stopni i niskim wydłużeniu płata. Usterzenie klasyczne. Samolot miał stosunkowo małą powierzchnię skrzydeł w stosunku do swojej masy (bardzo wysokie obciążenie powierzchni nośnej). To i potężny silnik miały umożliwić penetrację wrogiego obszaru przy dużej prędkości. Wszystkie te cechy niekorzystnie odbijały się na zwrotności samolotu. Samolot określany był przez pilotów jako „earth lover”, co odnosiło się do bardzo długiego rozbiegu samolotu. Ze względu na słabą zwrotność zyskał sobie też miano „cegły ze skrzydłami”. Samolot miał wewnętrzną komorę bombową z systemem wspomagającym zrzut przy dużych prędkościach, przewidzianą do przenoszenia ładunku nuklearnego, w praktyce montowano w niej dodatkowy zbiornik paliwa. Samolot początkowo przystosowano do tankowania w powietrzu poprzez elastyczny przewód z wykorzystaniem sondy, ale po przyjęciu przez USAF systemu tankowania poprzez gniazdo i podajnik sztywny zmieniono wymagania dla samolotu, w rezultacie wersja F-105D wykorzystywała oba systemy.

## Zastosowanie bojowe
Samolot F-105 używany był podczas wojny w Wietnamie do bombardowania terytorium Wietnamu Północnego podczas operacji Rolling Thunder oraz Freedom Dawn. Z powodu dużego udźwigu bomb oraz stosunkowo dużej prędkości i zasięgu stanowił podstawowy samolot bombowy początkowego okresu wojny, nie tracąc znaczenia aż do zakończenia konfliktu. W okresie szczytowym od 1966 do 1968 w Tajlandii stacjonowało ponad 100 maszyn F-105, w latach 1965–1973 wykonały około 20 000 misji. Podczas wojny Amerykanie stracili 397 samolotów tego typu. F-105D zestrzeliły 25 MiG-17, a F-105F dalsze dwa i pół (dwa w czasie jednej misji), niemal wszystkie z użyciem 20 mm działka, a tylko trzy z wykorzystaniem kpr AIM-9 Sidewinder. Dwóch pilotów F-105F otrzymało Medal Honoru za swoją służbę w Wietnamie. Z powodu wysokich strat samoloty zostały zastąpione przez F-4 Phantom II, a większość F-105 trafiła do lotnictwa rezerwy. Najdłużej eksploatowane F-105G wycofano w 1983 roku, zastąpione przez F-4G Wild Weasel V, a pożegnalny lot F-105D odbył się 25 lutego 1984.

## Wersje
- YF-105 A – prototyp wyprodukowano 2 egz.
- F-105 B – zmieniono konstrukcje wlotu powietrza oraz gniazda tankowania w powietrzu, wyprodukowano 75 egz.
- F-105 C – wersja dwumiejscowa przeznaczona do szkolenia pilotów
- F-105 D – najpopularniejszy wariant, nos samolotu wydłużono, zainstalowano nowe systemy awioniki i radaru, całość masy uzbrojenia można było przenosić na zewnętrznych węzłach, wyprodukowano 610 egz.
- F-105 E – dwumiejscowy wariant wersji D
- F-105 F – dwumiejscowy wariant szkoleniowo-bojowy, wyprodukowano 143 egz., wersja F wyposażona zasobniki ze sprzętem elektronicznym i rakiety AGM-45 Shrike pełniła służbę jako samolot zwalczania obrony przeciwlotniczej tzw. Wild Weasel II
- EF-105 F – wariant bojowy samolotu zwalczania obrony przeciwlotniczej (Wild Weasel III), wyprodukowano 86 egz.
- F-105 G – dwumiejscowy wariant bojowy Wild Weasel, przebudowano 61 egz. wersji F-105 F i EF-105 F, 30 z nich miało pylony umożliwiające używanie rakiet AGM-78 Standard ARM